# Ndombolo
Le ndombolo est une musique de danse originaire de la république démocratique du Congo. Dérivé de la rumba congolaise et du soukous, il connaît engouement et succès à la fin des années 1990 et au début des années 2000,.

## Histoire
À la fin des années 1990, des musiciens tels que Radja Kula, Wenge Musica, Koffi Olomidé et Général Defao rejoignent Sonodisc, orchestrant un changement de paradigme qui transforme le soukous en une musique de danse au rythme rapide et grivois, rebaptisée « ndombolo »,. Le ndombolo est aussi popularisé par Awilo Longomba et des groupes comme Extra Musica (dont Roga-Roga) et Big Stars (dont Général Defao). Soukous Makhoul en fait aussi son rythme de musique.
La paternité du genre fait l'objet de débats : certains l'attribuent à Radja Kula en 1995, d'autres à Wenge Musica,. Le chercheur Manda Tchebwa avance que la génération de Wenge Musica a joué un rôle déterminant dans l'élaboration du style,. La BBC a également reconnu le groupe comme pionnier du style, avec ses mouvements de hanches rapides et ses déhanchements, parfois accompagnés de gestes brusques.